# Gambrinus (Zeitschrift)
Gambrinus (voller Titel: Brauer- und Hopfen-Zeitung Gambrinus) war eine anfangs 14-täglich, später monatlich in Wien erscheinende österreichische Fachzeitschrift.

## Hintergrund
Inhaltlich war sie auf Aspekte des Bierbrauens ausgerichtet. In der Zeitschrift aufgegangen sind zwischenzeitlich die Allgemeine Zeitschrift für Bierbrauerei und Malzfabrikation und Die Brau- und Malzindustrie, das Organ des staatlich autorisierten Institutes für Gärungsindustrie in Wien/Verein Österreichischer Malzfabrikanten. Dazu enthielt die Fachzeitschrift enthielt in ihrem Erscheinungsverlauf wenigstens zwei Beilagen: das Österreichisch-ungarisches Volksblatt für Stadt und Land : politische Zeitschrift ; Brauer- und Hopfenzeitung "Gambrinus" und Österreichische Bierproduktion im Braujahre ... : Kommentar zur Brauer- und Hopfenzeitung Gambrinus.